# Khalanga (Darchula)
Khalanga (en népalais : खलंगा) est un comité de développement villageois du Népal, chef-lieu du district de Darchula. Au recensement de 2011, il comptait 8 577 habitants.